# L'Assemblée (pièce de théâtre)
Pour les articles homonymes, voir L'Assemblée.
L’Assemblée est une série de pièces de théâtre documentaire. Le projet a débuté en 2017 et s’est rendu de Montréal (Canada) à Munich (Allemagne) en passant par le Maryland (États-Unis), Sao Paolo (Brésil) et Kaunas (Lituanie).

## Argument
En 2018, la série L’Assemblée voit le jour à Montréal, avec la création simultanée de deux épisodes différents, l’un en français: L’Assemblée - Montréal, l’autre en anglais: The Assembly - Montreal. Chaque épisode de la série s'articule autour d’un repas au cours duquel discutent quatre convives qui ne se connaissent pas et dont les positions sociales et politiques sont opposées. Selon Alex Ivanovici, la pièce présentée à Montréal montre « le conflit que vivent les participantes entre la sympathie qu’elles développent pour les autres femmes et leur tendance à les étiqueter.» À la fin de cette pièce, une période est réservée pour discussion avec le public. Le 12 mars 2021, elle a été diffusée sur les ondes de Télé-Québec.
En 2019, avec l’aide du Clarice Smith Performing Arts Center (en) (Université du Maryland) aux États-Unis, Porte-Parole a créé un autre épisode de The Assembly. Celle-ci abordait la diversité et la liberté d’expression sur les campus universitaires. En 2020, l’exercice a été entrepris en Allemagne, puis au Brésil et en Lituanie, et d'autres épisodes seront créés dans les prochaines années.
Les personnages sont basés sur les rencontres avec de vraies personnes. Certains sont provocateurs, d’autres plus prudents, certains sont anarchistes, peu politisés ou conservateurs. Dans chaque ville, c'est une nouvelle pièce qui est montée. Les créateurs commencent par faire des recherches sur les enjeux qui divisent les citoyens de la ville. Elle rassemble quatre inconnus pour en discuter autour d'un repas avec l'aide de deux comédiens qui agissent comme modérateurs, qu'ils enregistrent du début à la fin. Une à deux semaines après le repas, l'équipe passe les participants en entrevue pour recueillir leurs réflexions. La pièce finale est le résultat d'un travail d'édition pour en dégager un récit structuré qui sera incarné par des comédiens sur scène. Par exemple, la version montréalaise recrée une rencontre entre quatre femmes qui discutent du vivre-ensemble en lien avec les accommodements raisonnables, l’identité québécoise et le féminisme.
En 2020, L’Assemblée a pris le virage numérique et a aussi commencé à mettre de l’avant des personnes réelles (au lieu de personnages), par exemple sur le sujet de la responsabilité des entreprises.

## L'Assemblée - Montréal
La distribution montréalaise francophone:
Pascale Bussières joue Isabelle, de centre-droite et qui valorise la laïcité.
Amélie Grenier joue Josée, ancienne membre d'un groupe d'extrême droite.
Nora Guerch joue Yara, militante de gauche.
Christina Tannous joue Riham, réservée et peu politisée.
Alex Ivanovici et Brett Watson sont modérateurs.

## The Assembly - Montreal
Jimmy Blais joue un anarchiste queer et juif rempli de colère.
Sean Colby joue un étudiant universitaire qui penche vers le conservatisme.
Tanja Jacobs joue une septuagénaire adepte des idées de Trump.
Ngozi Paul joue une comptable d'origine jamaïcaine au point de vue libéral et très diplomate.

## Fiche technique
Conception sonore: Antoine Bédard
Scénographie: Simon Guilbault
Assistance à la mise en scène: Marie Farsi
Costumes: Dominique Coughlin
Éclairage: Luc Prairie
Techniciens vidéo: Guillaume Arseneault et Amelia Scott
Directeur technique: Normand Vincent